# Seattle
Seattle (pronuncia-se localmente [siːˈætɫ̩] ou [siːˈæɾɫ̩]) é uma cidade portuária e sede do Condado de King, no estado norte-americano de Washington. É a cidade mais populosa e mais densamente povoada do estado de Washington, sendo a 18ª mais populosa do país. A cidade é um importante porto marítimo situado num estreito istmo entre o Puget Sound (um braço do Oceano Pacífico, conhecido também como estuário de Puget) e o lago Washington, a aproximadamente 183 km ao sul da fronteira Canadá-Estados Unidos.
A área metropolitana de Seattle, com um pouco mais de quatro milhões de habitantes, é a 15ª maior área metropolitana nos Estados Unidos. Seattle é a maior cidade da região Noroeste Pacífico e a maior cidade da costa oeste ao norte de São Francisco, sendo uma das cidades que mais crescem nos Estados Unidos.
A área de Seattle foi habitada por nativos americanos por, pelo menos, quatro mil anos antes do primeiro assentamento permanente de colonizadores. O assentamento foi movido para o local atual e nomeado "Seattle", em 1853, em homenagem ao chefe Seattle. Seattle, por si, tem um histórico musical notável. Foi na cidade que surgiram artistas de jazz, como Ray Charles, Quincy Jones, Ernestine Anderson, entre outros. Seattle também é cidade natal do guitarrista Jimi Hendrix, e do estilo musical "grunge", que ficou famoso pelas bandas locais Nirvana, Pearl Jam, Soundgarden e Alice in Chains. A cidade também é famosa pelos seus artistas de hip hop, como os rappers Sir Mix-A-Lot e Macklemore.
A logística foi a primeira grande indústria de Seattle, mas no final do século XIX, a cidade tornou-se um centro para o comércio e para a construção naval, assim como uma porta de entrada para o Alasca durante a corrida do ouro de Klondike. Em 1910, Seattle tornou-se a 25ª maior cidade nos Estados Unidos. Contudo, a Grande Depressão afetou bastante a economia da cidade. Seu crescimento retornou durante e após a Segunda Guerra Mundial, devido a Boeing, que tornou Seattle um centro para a fabricação de aeronaves. A cidade desenvolveu-se como um centro tecnológico na década de 1980. Novas empresas de internet, biotecnologia e softwares levaram a uma recuperação econômica, o que aumentou a população em quase 50 mil entre 1990 e 2000. Atualmente, Seattle tornou-se um centro para a indústria verde e um modelo de desenvolvimento sustentável.
Apesar de ser a principal cidade e a mais populosa do estado de Washington, Seattle não é a capital do estado (a capital é Olympia). A cidade é um grande centro financeiro, comercial, industrial e turístico e considerada uma cidade global. O porto de Seattle é o oitavo maior porto dos Estados Unidos e o nono maior na América do Norte, sendo que em 2010 foi o sexto porto mais movimentado do país, servindo como importante porta de entrada para o comércio com a Ásia.

## História

### Fundação

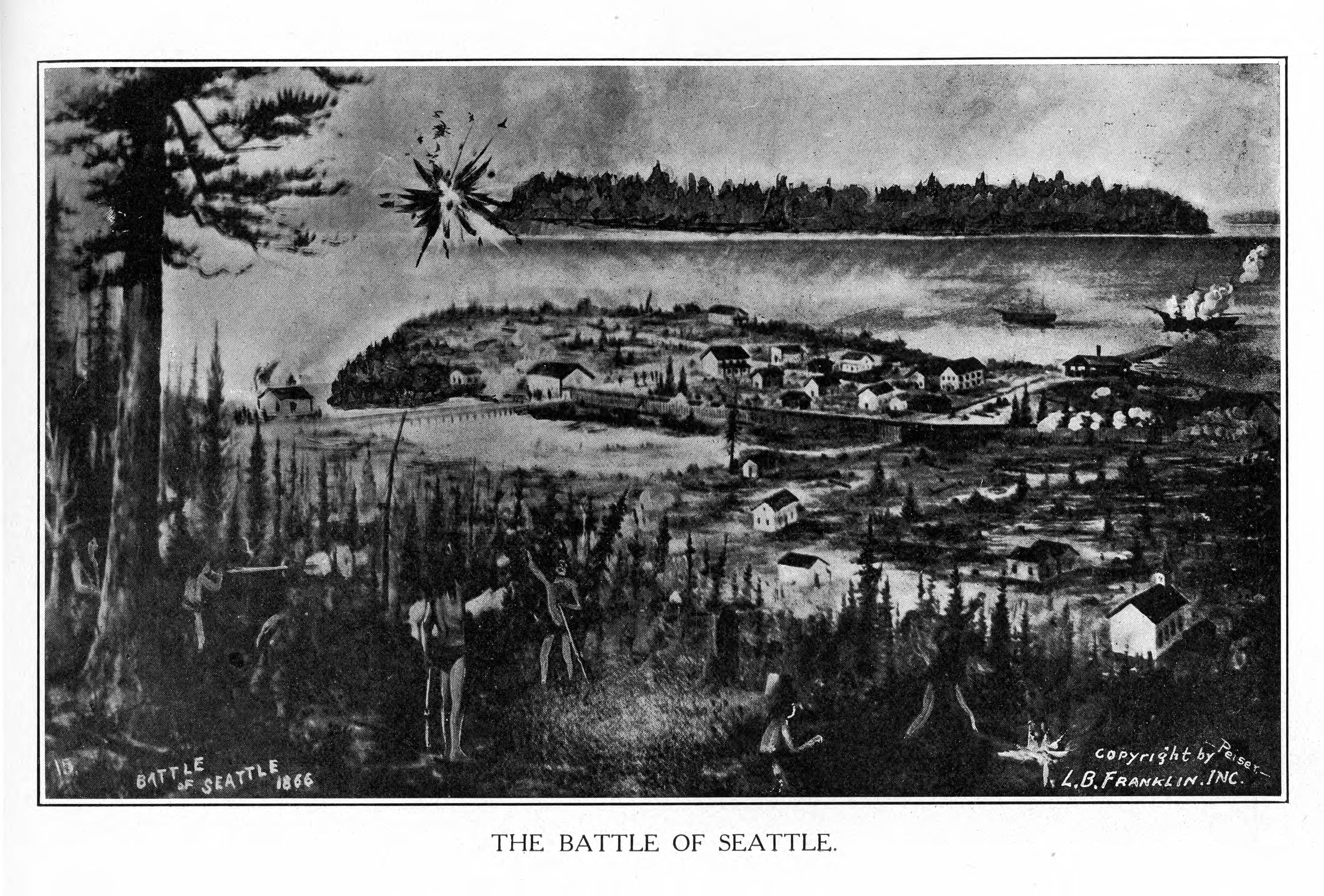
A Batalha de Seattle, em 1856

A área de Seattle foi habitada por nativos americanos por pelo menos quatro mil anos antes do primeiro assentamento permanente de homens brancos no local. Arthur A. Denny e seu grupo de exploradores, posteriormente conhecidos como o "Denny Party", chegaram ao Alki Point em 13 de novembro de 1851. O assentamento foi movido para seu local atual e foi nomeado "Seattle" em 1853, homenageando o chefe Seattle das tribos locais Duwamish e Suquamish. Quando os primeiros colonos europeus chegaram, a tribo Duwamish ocupava cerca de 17 aldeias próximas a baía de Elliott.
O primeiro europeu a visitar a área de Seattle foi George Vancouver, em maio de 1792, durante a Expedição de Vancouver, para traçar o Noroeste Pacífico.
Em 1851, um grupo liderado por Luther Collins chegou sobre a foz do rio Duwamish; eles reivindicaram a terra formalmente em 14 de setembro de 1851.
Depois de um inverno rigoroso, a maioria do grupo de Arthur Denny mudou-se para a baía de Elliot e fundou a vila "Dewamps" ou "Duwamps", na área da atual Pioneer Square. Charles Terry e John Low permaneceram no mesmo local, e estabeleceram um vilarejo inicialmente chamado de "Nova Iorque", mas que foi renomeado para "Nova Iorque Alki" em abril de 1853. Nos anos que seguiram, Nova Iorque Alki e Duwamps competiram pelo domínio do local, mas com o tempo, Alki foi abandonada e seus moradores mudaram-se para Duwamps, para juntar-se ao resto dos colonos europeus.
David Swinson "Doc" Maynard, um dos fundadores de Duwamps, foi um dos principais defensores da renomeação da vila para "Seattle", em homenagem ao Chefe Sealth das tribos Duwamish e Suquamish. O nome "Seattle" aparece em documentos oficiais do Território de Washington em 23 de maio de 1853, quando os primeiros mapas cadastrais foram apresentados. Em 1855, foram estabelecidos os assentamentos nominais. Em 14 de janeiro de 1865, a Assembleia Legislativa do Território de Washington incorporou a cidade de Seattle, com um conselho de administração para gerir a cidade. O selo corporativo de Seattle carrega a data "1869", quando uma nova petição foi apresentada para reincorporar a cidade com um novo sistema de governo.

### Século XX e era atual
A exploração vegetal foi a primeira grande atividade econômica de Seattle, mas no fim do século XIX a cidade se tornou um centro comercial e de construção naval, por conta da corrida do ouro para o Alasca. Em 1910, Seattle era das 25 maiores cidades no país. Entretanto, a Grande Depressão prejudicou seriamente a economia da cidade. O crescimento retornou durante e depois da II Guerra Mundial, parcialmente devido a Boeing, que estabeleceu Seattle como um centro para a fabricação de aeronaves. A cidade desenvolveu-se como um centro de tecnologia na década de 1980. O surgimento de novas companhias de software, biotecnologia, e internet levou a um reavivamento econômico, que causou um acréscimo de 50 000 pessoas na população da cidade entre 1990 e 2000. Mais recentemente, Seattle tem se tornado um centro para a indústria "verde" e um modelo de desenvolvimento sustentável.
Seattle tem uma história musical notável. De 1918 a 1951, havia aproximadamente duas dúzias de clubes noturnos de jazz na Jackson Street no atual bairro de Chinatown/International District. O jazz desenvolveu as carreiras de Ray Charles, Quincy Jones, Ernestine Anderson e outros artistas. Seattle é também a cidade natal do guitarrista Jimi Hendrix e do estilo de rock conhecido como "grunge", que ficou conhecido através de grupos locais como Melvins, Mudhoney, Nirvana, Soundgarden, Alice in Chains, e Pearl Jam. Nos anos mais recentes, Seattle tem sido conhecida pelo indie rock e indie dance.
Seattle foi palco de inúmeros importantes protestos antiglobalização em 1999, na ocasião de uma reunião da OMC (Organização Mundial do Comércio). Diversos grupos, entre operários, anarquistas e ambientalistas conseguiram bloquear a reunião e iniciaram uma nova época de protestos globais que culminaram na realização do Fórum Social Mundial.
Em 2001 o terremoto de Nisqually de 6,8 graus na escala Richter causou graves danos em construções e monumentos históricos em várias cidades como a própria Seattle, Olympia, Portland, Vancouver e em outras cidades do Noroeste Pacífico. Os danos do terremoto foram orçados em dois bilhões de dólares.

## Geografia
De acordo com o Departamento do Censo dos Estados Unidos, a cidade tem uma área de 368 km², dos quais 217,1 km² estão cobertos por terra e 150,8 km² (41,0%) por água. O relevo de Seattle é montanhoso, já que a cidade situa-se sobre sete colinas. Seattle está localizada a leste do Puget Sound (em português:  estuário de Puget), e a oeste do Lago Washington. O principal porto da cidade está localizado na baía de Elliott, que por sua vez faz parte do estuário de Puget, fazendo de Seattle um porto oceânico. A cidade possui mais de 5 540 acres (cerca de 2 242 ha) de parques

### Topografia

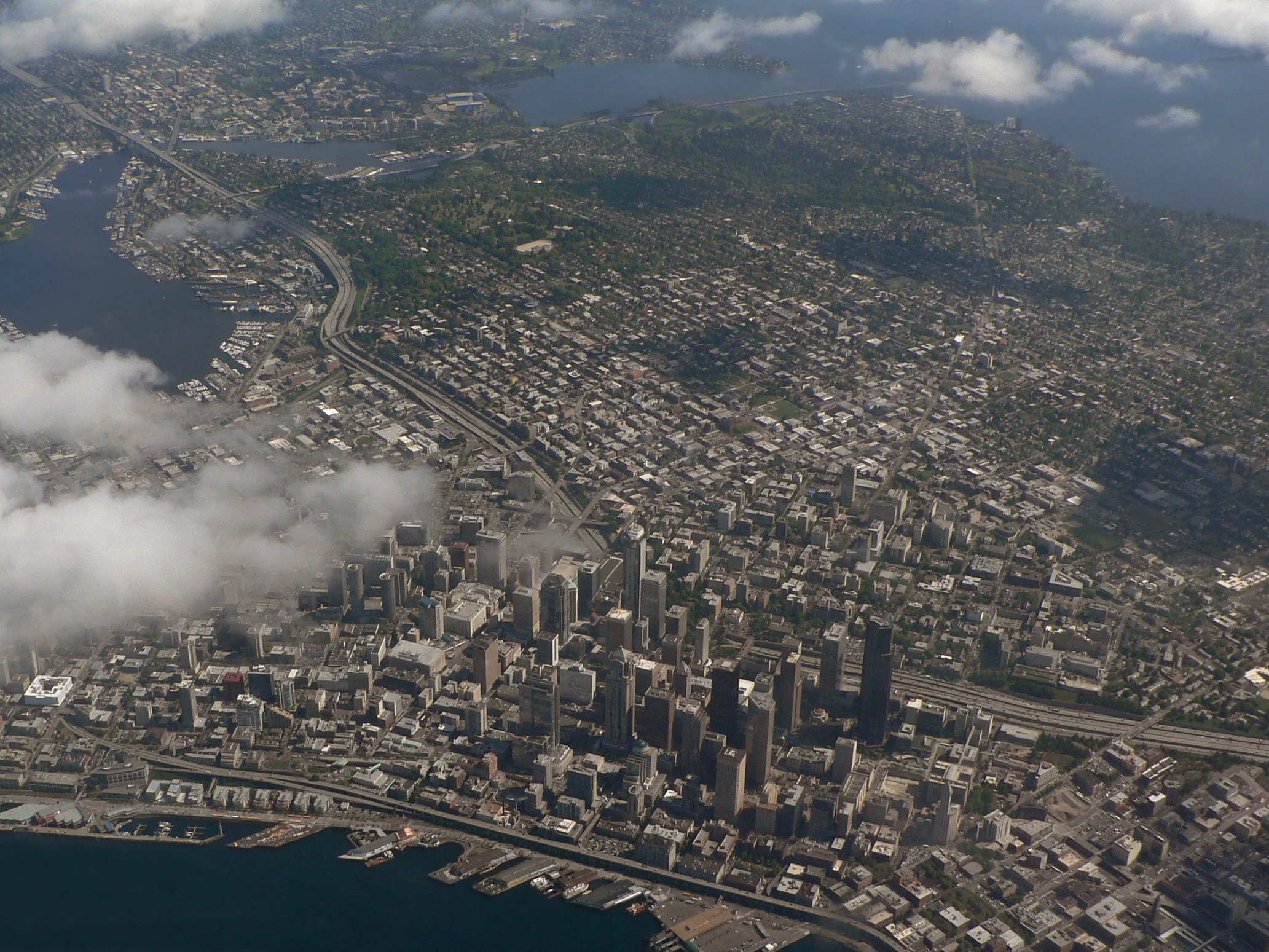
Seattle possui várias massas d'água em sua área, tais como a baía de Elliott, que faz parte do Puget Sound, o lago Washington, lago Union, entre outras.

Seattle está localizada entre o Puget Sound (um braço do oceano pacífico, localizado a oeste da cidade) e o lago Washington (localizado a leste). A baía de Elliott, onde está localizado o principal porto da cidade, é uma parte do Puget Sound, o que faz da cidade um porto oceânico. A oeste, além do Puget Sound, há a península de Kitsap e a península Olympic; a leste, além do lago Washington e dos subúrbios, há ainda o lago Sammamish e a cordilheira das Cascatas. As águas do lago Washington fluem para o Puget Sound através dos canais artificiais.
O mar, rios, lagos, florestas e campos que cercam Seattle já foram ricos o bastante para suportar uma das poucas sociedades de caçadores-coletores sedentários do mundo. A área ao redor da cidade é boa para a prática de esportes como iatismo, esqui, ciclismo e caminhadas durante todo o ano.
Seattle possui um relevo montanhoso, embora não uniforme. Assim como Roma, a cidade está localizada sobre sete colinas.
Por estar localizado no círculo de fogo do Pacífico, Seattle é uma das principais cidades ameaçadas por terremotos. Em 28 de fevereiro de 2001 o terremoto de Nisqually ocasionou em danos arquitetônicos significantes, principalmente na área em volta da Pioneer Square, causando um prejuízo de mais de dois bilhões de dólares. O terremoto não causou mortes.

### Clima
O clima de Seattle é geralmente classificado como oceânico, ou temperado marítimo, com invernos frios e úmidos e verões quentes e relativamente secos. Como a maior parte do Noroeste Pacífico, de acordo com a classificação climática de Köppen, a cidade possui invernos úmidos e levemente frios, e verões secos de zona subtropical (Csb), com verões frescos característicos do clima mediterrânico. Outros sistemas de classificação climática, como o Trewartha, colocam Seattle na zona Oceânica (Do), assim como a maior parte da Europa Ocidental.

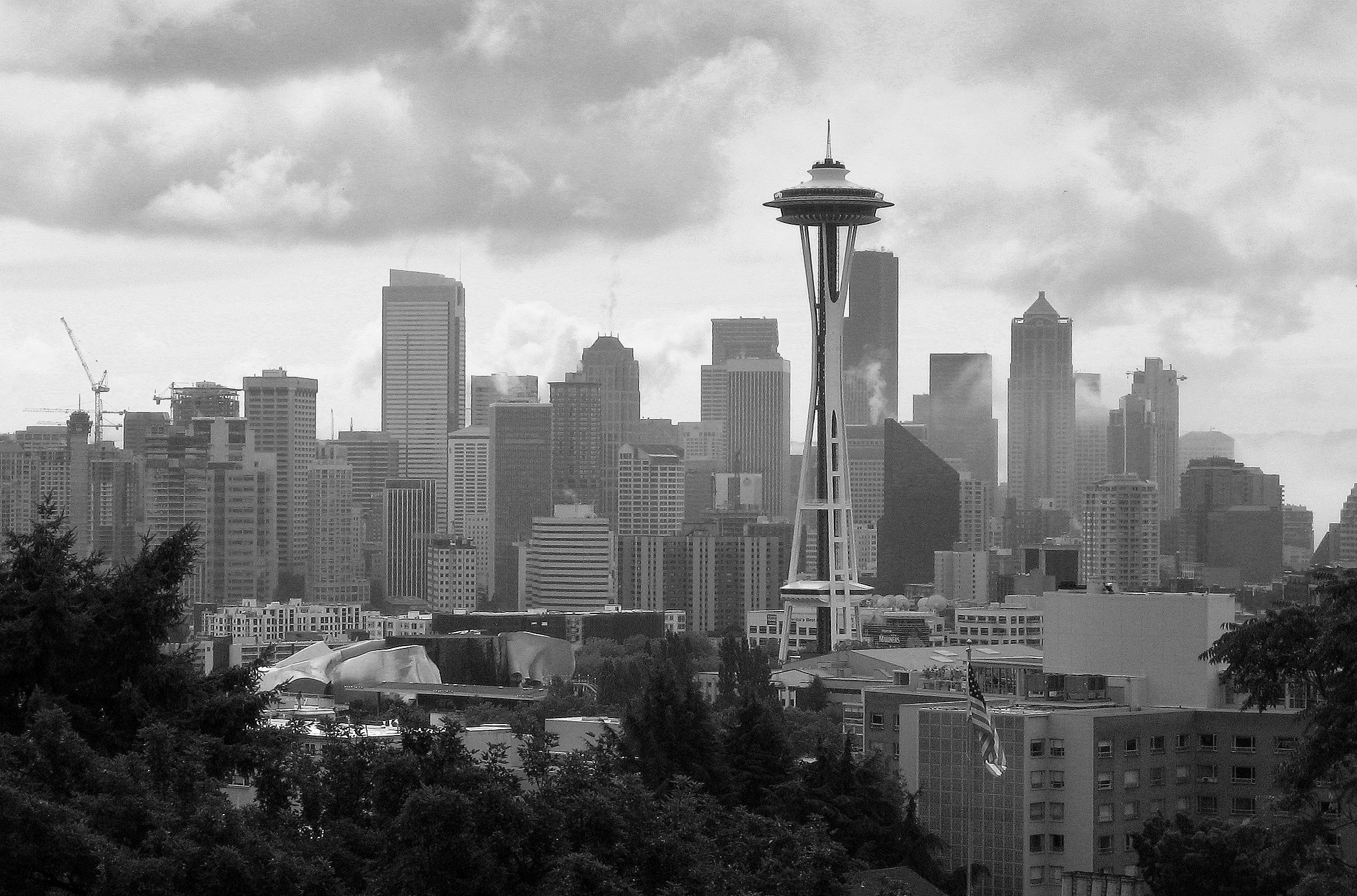
Entre os meses de outubro a abril, Seattle permanece parcialmente ou completamente nublada durante quase toda a semana, porém, tempestades são raras no local, pois a cidade só registra trovões sete dias por ano, em média.

O clima também pode ser descrito como "suave", moderado pelas águas do Puget Sound, lago Washington, e do Oceano Pacífico. Apesar de estar situada na sombra de chuva das Montanhas Olímpicas, Seattle é reconhecida por chover frequentemente. Esse reconhecimento é resultado da frequência das precipitações no outono, inverno e primavera. Com 950 mm (37,4 in), a cidade recebe menos precipitações anualmente do que Nova Iorque (1 268 mm), Atlanta (1 262 mm), Boston (1 110 mm), Washington, D.C. (1 008 mm) e a maioria das cidades situadas na Costa Leste dos Estados Unidos e a oeste da cordilheira das Cascatas, devido às variações locais de microclima. A uma distância de 129 km (80,2 mi) a oeste, a floresta Hoh, no Parque Nacional Olympic, localizado no flanco ocidental das Montanhas Olímpicas, recebe uma precipitação média anual de 3 610 mm (140 in). A 96 km (59,7 mi) ao sul de Seattle, a capital estadual de Washington, Olympia, que está fora da sombra de chuva das Montanhas Olímpicas, recebe uma precipitação anual de 1 270 mm (50 in). O subúrbio de Bremerton, cerca de 24 km (14,9 mi) a sudoeste de Seattle, recebe 1 390 mm (54,7 in) de precipitação anual. Apesar disso, Seattle possui cerca de 150 dias de precipitação, mais do que Boston (120 dias), Nova Iorque (113), Washington, D.C. (111) ou Atlanta (107).
A cidade permanece nublada por 226 dias durante todo o ano, sendo parcial. Os registros climáticos oficiais da cidade estão localizados no Aeroporto Internacional de Seattle-Tacoma, que fica cerca de 19 km (11,8 mi) ao sul do centro da cidade de SeaTac. O aeroporto também registra os dias mais nublados e os dias menos nublados do ano. Por este motivo, os registros climáticos oficiais podem não refletir com exatidão as condições do tempo e do clima da cidade em si.
Estatísticas mostram que Seattle está se tornando cada vez mais chuvosa. A cidade recebe a maior quantidade de chuva do que qualquer outra localidade dos Estados Unidos com mais de 250 000 habitantes em novembro, mês mais chuvoso do ano na cidade, estando na lista das cinco cidades mais chuvosas do país em número de precipitações por dia, recebendo a menor quantidade de luz solar por ano dentre todas as grandes cidades dos estados continentais do país. Tempestades são raras, pois a cidade só registra trovões em média sete dias por ano. A temperatura mínima absoluta registrada em Seattle foi de −18 °C em 31 de janeiro de 1950, e a máxima absoluta atingiu 39 °C em 29 de julho de 2009.
| Dados climatológicos para Seattle (Aeroporto) | Dados climatológicos para Seattle (Aeroporto) | Dados climatológicos para Seattle (Aeroporto) | Dados climatológicos para Seattle (Aeroporto) | Dados climatológicos para Seattle (Aeroporto) | Dados climatológicos para Seattle (Aeroporto) | Dados climatológicos para Seattle (Aeroporto) | Dados climatológicos para Seattle (Aeroporto) | Dados climatológicos para Seattle (Aeroporto) | Dados climatológicos para Seattle (Aeroporto) | Dados climatológicos para Seattle (Aeroporto) | Dados climatológicos para Seattle (Aeroporto) | Dados climatológicos para Seattle (Aeroporto) | Dados climatológicos para Seattle (Aeroporto) |
| Mês | Jan                                           | Fev                                           | Mar                                           | Abr                                           | Mai                                           | Jun                                           | Jul                                           | Ago                                           | Set                                           | Out                                           | Nov                                           | Dez                                           | Ano                                           |
| --- | --------------------------------------------- | --------------------------------------------- | --------------------------------------------- | --------------------------------------------- | --------------------------------------------- | --------------------------------------------- | --------------------------------------------- | --------------------------------------------- | --------------------------------------------- | --------------------------------------------- | --------------------------------------------- | --------------------------------------------- | --------------------------------------------- |
| Temperatura máxima recorde (°C) | 18                                            | 21                                            | 26                                            | 29                                            | 34                                            | 36                                            | 39                                            | 37                                            | 37                                            | 32                                            | 23                                            | 18                                            | 39                                            |
| Temperatura máxima média (°C) | 8,4                                           | 9,9                                           | 12,1                                          | 14,7                                          | 18,2                                          | 21,1                                          | 24,3                                          | 24,6                                          | 21,4                                          | 15,4                                          | 10,5                                          | 7,6                                           | 15,7                                          |
| Temperatura média (°C) | 5,6                                           | 6,3                                           | 8,1                                           | 10,2                                          | 13,3                                          | 16,1                                          | 18,7                                          | 18,9                                          | 16,3                                          | 11,5                                          | 7,4                                           | 4,8                                           | 11,4                                          |
| Temperatura mínima média (°C) | 2,7                                           | 2,7                                           | 4,1                                           | 5,7                                           | 8,5                                           | 11,1                                          | 13,1                                          | 13,3                                          | 11,2                                          | 7,7                                           | 4,4                                           | 2                                             | 7,2                                           |
| Temperatura mínima recorde (°C) | −18                                           | −17                                           | −12                                           | −2                                            | −2                                            | 3                                             | 6                                             | 7                                             | 2                                             | −2                                            | −14                                           | −14                                           | −18                                           |
| Precipitação (mm) | 141,5                                         | 88,9                                          | 94,5                                          | 68,8                                          | 49,3                                          | 39,9                                          | 17,8                                          | 22,4                                          | 38,1                                          | 88,4                                          | 166,9                                         | 135,9                                         | 952,4                                         |
| Dias com chuva (≥ 0,1 in) | 18,2                                          | 14,7                                          | 16,9                                          | 14,3                                          | 12                                            | 9,1                                           | 5                                             | 4,8                                           | 7,9                                           | 13,1                                          | 18,4                                          | 17,6                                          | 152                                           |
| Dias com neve (≥ 0,1 in) | 1,3                                           | 0,9                                           | 0,5                                           | 0                                             | 0                                             | 0                                             | 0                                             | 0                                             | 0                                             | 0                                             | 0,3                                           | 1,6                                           | 4,6                                           |
| Umidade relativa (%) | 78                                            | 75,2                                          | 73,6                                          | 71,4                                          | 68,9                                          | 67,1                                          | 65,4                                          | 68,2                                          | 73,2                                          | 78,6                                          | 79,8                                          | 80,1                                          | 73,3                                          |
| Insolação (h) | 69,8                                          | 108,8                                         | 178,4                                         | 207,3                                         | 253,7                                         | 268,4                                         | 312                                           | 281,4                                         | 221,7                                         | 142,6                                         | 72,7                                          | 52,9                                          | 2 169,7                                       |
| Fonte: National Oceanic and Atmospheric Administration (normal climatológica de 1981-2010; extremos: 1948–presente; horas de sol e umidade relativa: 1961–1990). |                                               |                                               |                                               |                                               |                                               |                                               |                                               |                                               |                                               |                                               |                                               |                                               |                                               |

## Demografia
Desde 1900, o crescimento populacional médio, a cada dez anos, é de 26,7%.

### Censo 2020
De acordo com o censo nacional de 2020, a sua população é de 737 015 habitantes e sua densidade populacional é de 3 394,5 hab/km². Seu crescimento populacional na última década foi de 21,1%, bem acima do crescimento estadual de 14,6%. É a cidade mais populosa do estado e a 18ª mais populosa do país, subindo cinco posições em relação ao censo anterior.
Possui 368 308 residências que resulta em uma densidade de 1 696,3 residências/km² e um aumento de 19,4% em relação ao censo anterior. Deste total, 6,2% das unidades habitacionais estão desocupadas. A média de ocupação é de 2,1 pessoas por residência.
Tem um pouco mais de 4 milhões de habitantes em sua região metropolitana.

### Censo 2010
Segundo o censo nacional de 2010, a sua população era de 608 660 habitantes, e sua densidade populacional de 1 654,1 hab/km². Era a 23ª cidade mais populosa dos Estados Unidos. A seguir a composição étnica de Seattle:
- Brancos: 408 643 (70,2%);
- Asiáticos: 70 281 (12,1%);
- Negros: 46 408 (8%);
- Hispânicos: 28 213 (4,8%);
- Duas ou mais etnias: 19 750 (3,4%);
- Americano (sem definir sua etnia específica): 4 197 (0,7%);
- Outra etnia: 3 172 (0,5%);
- Nativo americano: 1 825 (0,3%).

## Economia

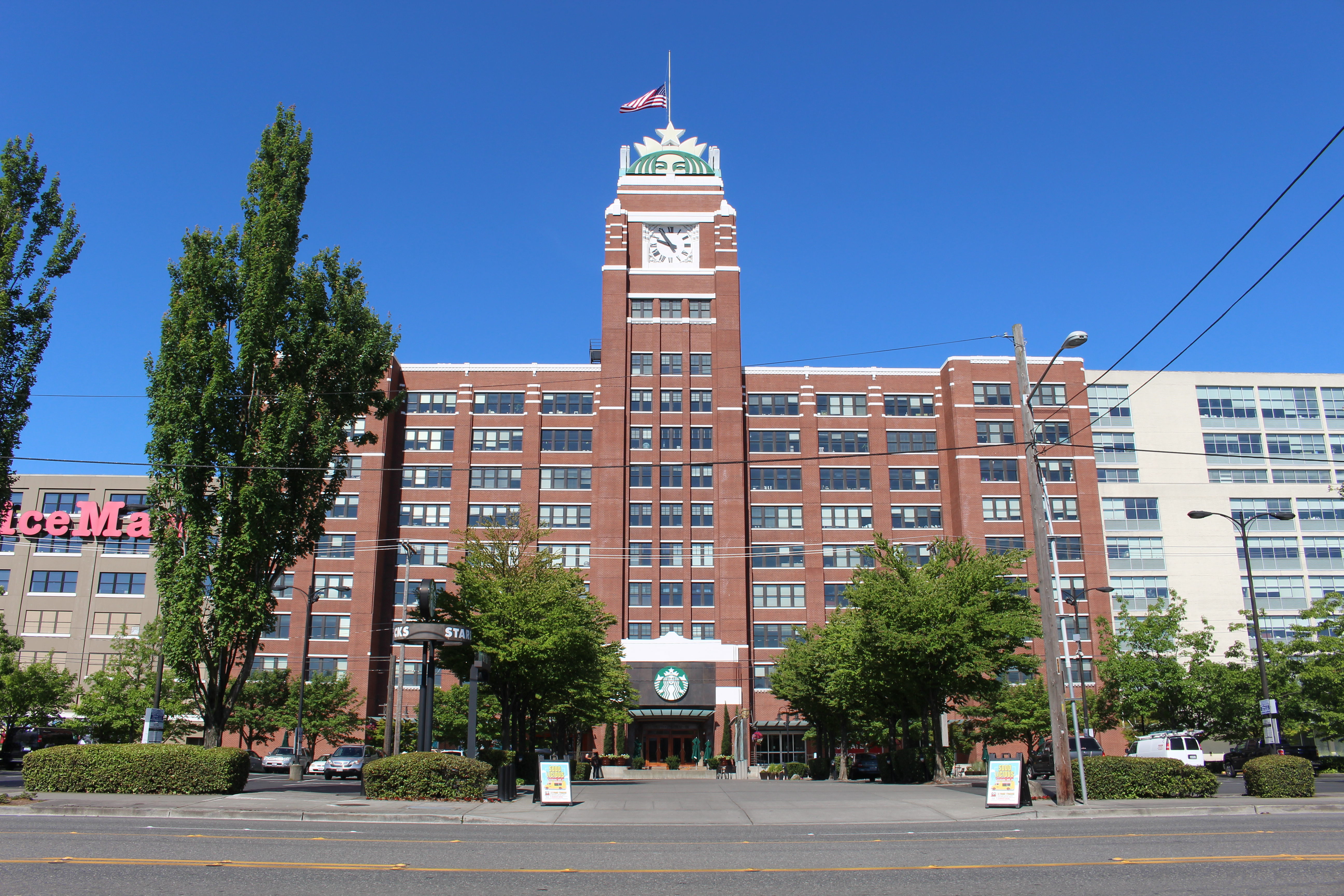
Sede da Starbucks no Starbucks Center

A economia de Seattle é impulsionada por uma mistura de empresas industriais mais antigas e empresas de Internet e tecnologia de "nova economia", empresas de serviços, design e tecnologia limpa. O produto metropolitano bruto da cidade (GMP) foi de US $ 231 bilhões em 2010, tornando-se a 11ª maior economia metropolitana dos Estados Unidos. O Porto de Seattle, que também opera Aeroporto Internacional de Seattle-Tacoma, é um importante portal para o comércio com a Ásia e cruzeiros para o Alasca. É também o 8º maior porto dos Estados Unidos quando medido pela capacidade de contêineres. Suas operações de carga marítima se fundiram com o Porto de Tacoma em 2015 para formar a Northwest Seaport Alliance. Embora tenha sido afetado pela Grande Recessão, Seattle manteve uma economia comparativamente forte. Ele ainda permanece como um viveiro para empresas start-up, especialmente em construções verdes e tecnologias limpas. Foi classificada como a primeira "cidade mais inteligente" dos EUA, com base em suas políticas governamentais e economia verde. Em fevereiro de 2010, o governo da cidade comprometeu Seattle a se tornar a primeira cidade "neutra ao clima" da América do Norte, com a meta de atingir zero de emissões líquidas per capita até 2030.
Grandes empresas continuam a dominar o cenário de negócios. Cinco empresas da lista Fortune 500 das maiores empresas dos Estados Unidos em 2017 (com base na receita total) estão sediadas em Seattle: varejista de Internet Amazon.com (# 12), cadeia de café Starbucks (# 131), loja de departamentos Nordstrom (# 188), despachante Expeditors International de Washington (# 429) e empresa de produtos florestais Weyerhaeuser (# 341). Outras empresas da Fortune 500 comumente associadas a Seattle são baseadas nas cidades próximas de Puget Sound. A rede de clubes Warehouse Costco (# 16), a maior empresa de varejo em Washington, está sediada em Issaquah. Microsoft (# 28) está localizado em Redmond. Além disso, Bellevue é o lar do fabricante de caminhões Paccar (# 164). Outras grandes empresas sediadas na área incluem a Nintendo of America em Redmond, a T-Mobile US em Bellevue, a Expedia Inc. em Bellevue e a Providence Health & Services (o maior sistema de saúde do estado e quinta maior empregadora) em Renton. A cidade tem uma reputação de consumo pesado de café; empresas de café fundadas ou sediadas em Seattle incluem a Starbucks, Seattle's Best Coffee  e Tully. Há também muitos torradores e cafés artesanais independentes de sucesso.

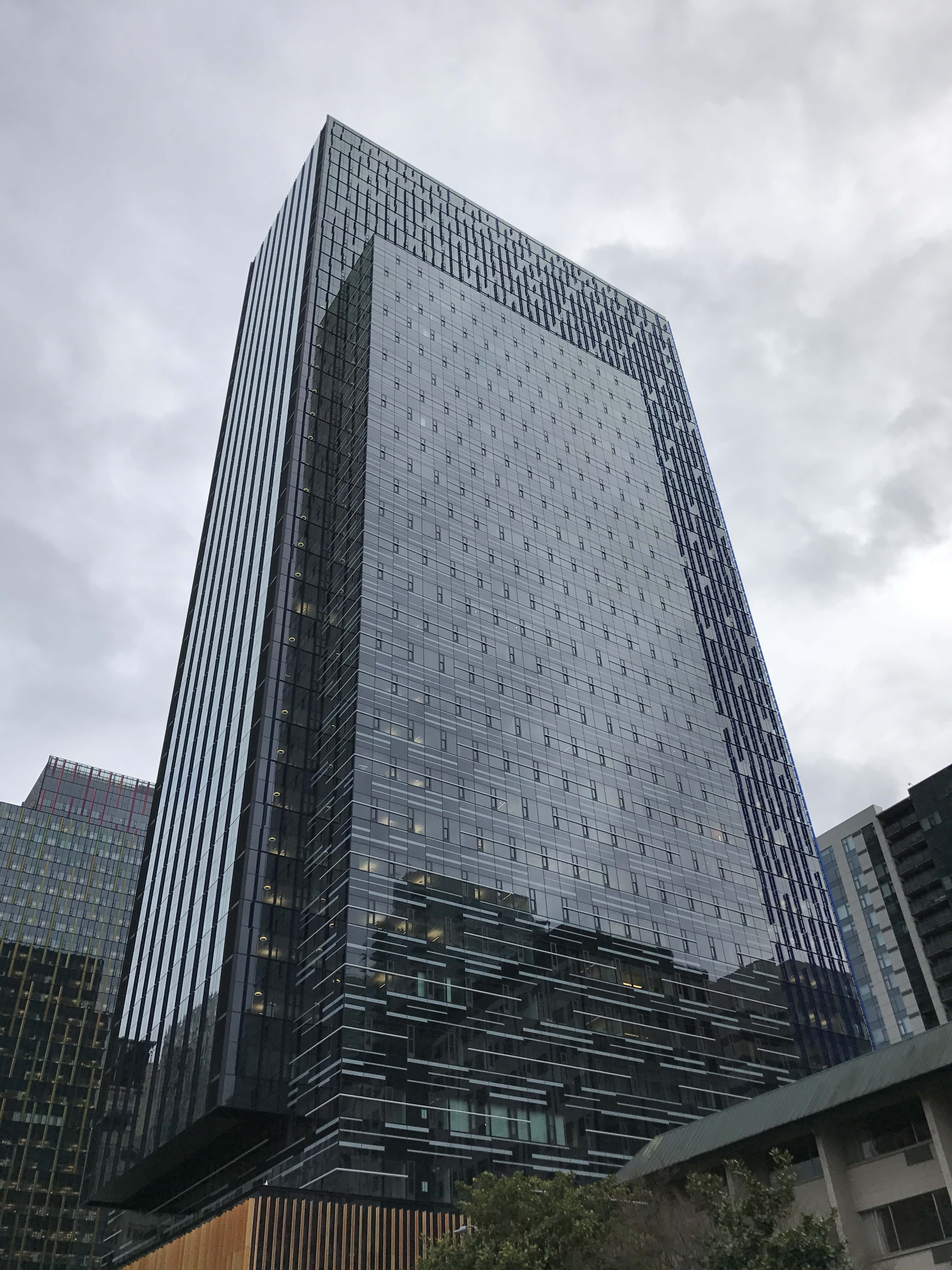
Edifício sede da Amazon.com

Antes de mudar sua sede para Chicago, a fabricante aeroespacial Boeing (# 24) era a maior empresa com sede em Seattle. Sua maior divisão, a Boeing Commercial Airplanes, ainda está sediada na vizinha Renton. A empresa também possui grandes fábricas de aeronaves em Everett e Renton; continua a ser o maior empregador privado na área metropolitana de Seattle. Em 2006, o ex-prefeito de Seattle, Greg Nickels, anunciou o desejo de desencadear um novo boom econômico impulsionado pela indústria de biotecnologia. Grande remodelação do South Lake Union bairro está em andamento em um esforço para atrair novos e estabelecidos empresas de biotecnologia para a cidade, unindo empresas de biotecnologia Corixa (adquirida pela GlaxoSmithKline), Immunex (agora parte da Amgen), Trubion e ZymoGenetics. A Vulcan Inc., a holding do bilionário Paul Allen, está por trás da maioria dos projetos de desenvolvimento na região. Enquanto alguns veem o novo desenvolvimento como um benefício econômico, outros criticaram Nickels e o Conselho da Cidade de Seattle por ceder aos interesses de Allen às custas dos contribuintes . Também em 2006, a revista Expansion Magazine classificou Seattle como uma das 10 principais áreas metropolitanas do país com base em climas favoráveis à expansão dos negócios . Em 2005, a Forbes classificou Seattle como a cidade americana mais cara para comprar uma casa com base nos níveis de renda locais. Em 2013, no entanto, a revista classificou Seattle No. 9 em sua lista dos melhores lugares para negócios e carreiras.
Operando um hub no Aeroporto Internacional de Seattle-Tacoma, a Alaska Airlines mantém sua sede na cidade de SeaTac, ao lado do aeroporto.
Seattle é um centro de saúde global com a sede da Fundação Bill & Melinda Gates, o PATH, o Instituto de Pesquisa de Doenças Infecciosas, o Centro de Pesquisa do Câncer Fred Hutchinson e o Instituto de Métricas e Avaliação da Saúde. Em 2015, a Washington Global Health Alliance contou com 168 organizações globais de saúde no estado de Washington. Muitos estão sediados em Seattle.

## Cultura

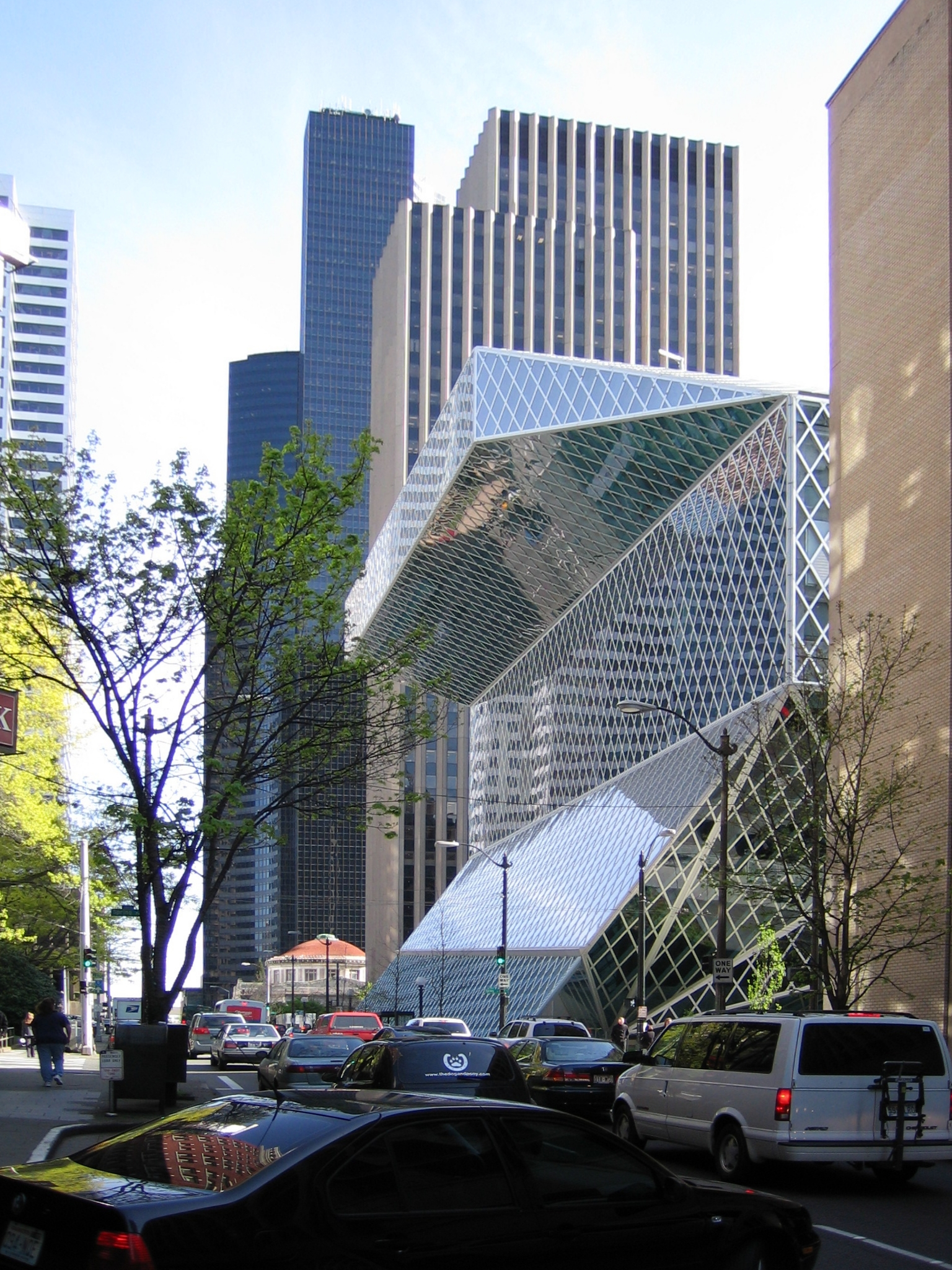
Exterior da Biblioteca Central de Seattle, vista da Quinta Ave

### Apelidos
De 1869 até 1982, Seattle era conhecida como "Queen City" (em português:  Cidade da Rainha). A atual alcunha oficial atribuída à cidade de Seattle é "A Cidade Esmeralda", resultado de um concurso realizado em 1981; o apelido é uma referência as exuberantes florestas verdes na área. Seattle também é referida como "Porta de entrada para o Alasca", por ser uma das cidades mais próximas ao Alasca, "Cidade da Chuva", ou "Cidade Chuvosa", por seu clima úmido e chuvoso, e "Cidade dos Jatos", pela influência local da companhia Boeing. A área de Seattle também é chamada de "The 206" (em português:  O 206), em referência ao seu código de telefonia.

### Artes cênicas
Seattle tem sido um centro regional para as artes cênicas por muitos anos. A centenária Orquestra Sinfônica de Seattle está entre as orquestras mais gravadas e se apresenta principalmente no Benaroya Hall.

### Turismo

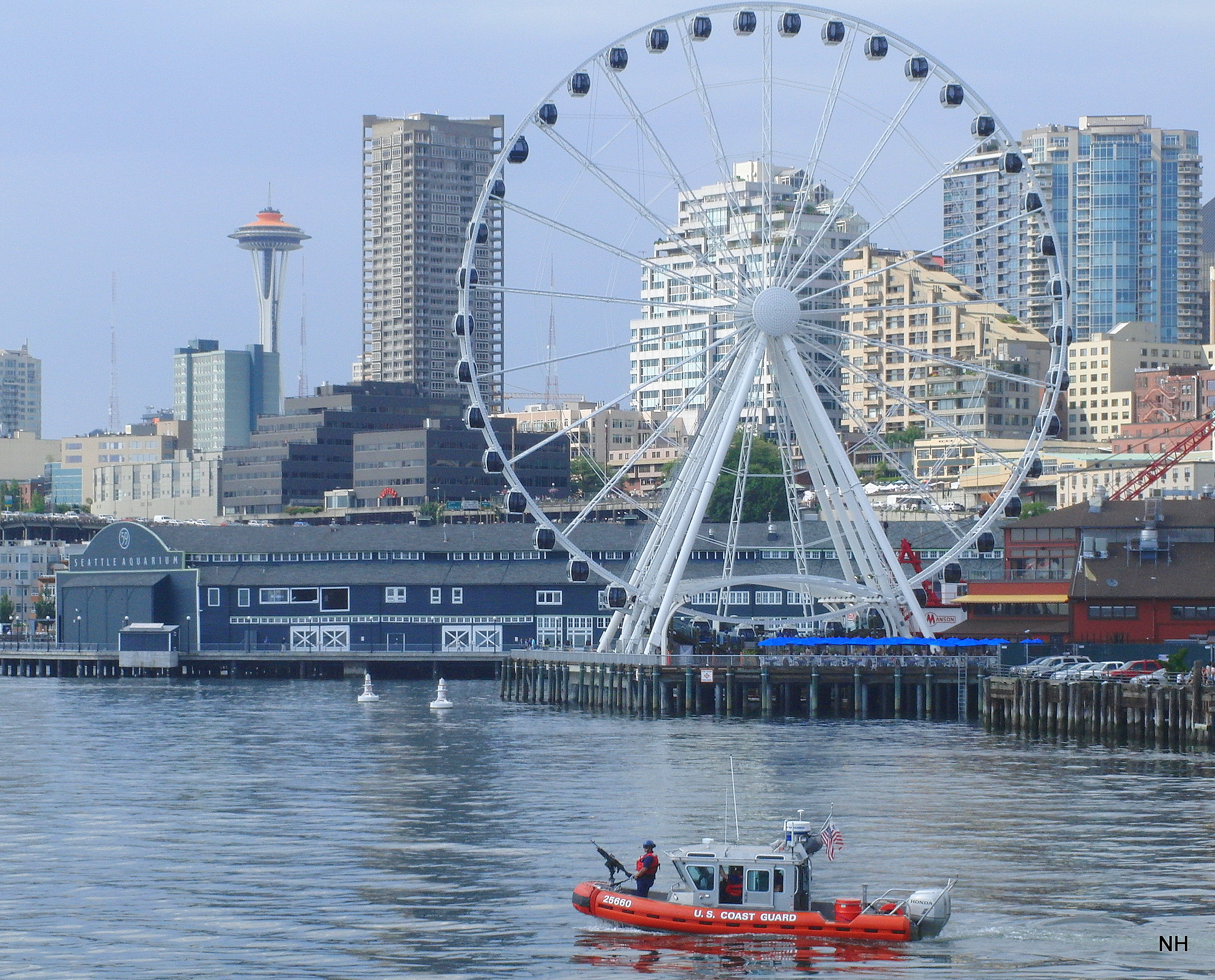
Roda-gigante de Seattle

Entre as proeminentes feiras e festivais anuais de Seattle estão o Seattle International Film Festival de 24 dias . O Northwest Folklife durante o fim de semana do Memorial Day, vários eventos do Seafair durante julho e agosto (desde uma celebração do Bon Odori até as corridas de hidroaviões da Seafair Cup). O Bite of Seattle, um dos maiores festivais de Orgulho Gay nos Estados Unidos, e o festival de arte e música Bumbershoot, que programa música e outras artes e entretenimento durante o fim de semana do Dia do Trabalho. Todos são tipicamente assistidos por 100 000 pessoas anualmente, assim como o Seattle Hempfest e as Celebrações do Dia da Independência.
A Henry Art Gallery abriu em 1927, o primeiro museu de arte pública em Washington. O Seattle Art Museum (SAM) foi inaugurado em 1933; SAM abriu um museu no centro em 1991 (expandido e reaberto em 2007); desde 1991, o edifício de 1933 foi o Seattle Asian Art Museum (SAAM) do SAM.SAM também opera o Parque Olímpico de Esculturas (inaugurado em 2007) na orla marítima ao norte dos píeres do centro da cidade. O Museu de Arte Frye é um museu gratuito no First Hill.
O Seattle Great Wheel, uma das maiores rodas-gigantes dos Estados Unidos, foi inaugurado em junho de 2012 como uma nova atração permanente na orla da cidade, no Pier 57, próximo ao centro de Seattle. A cidade também tem muitos centros comunitários para recreação, incluindo Rainier Beach, Van Asselt, Rainier e Jefferson ao sul do Canal do Navio e Green Lake, Laurelhurst, Loyal Heights ao norte do Canal e Meadowbrook.
Woodland Park Zoo abriu como um zoológico privado em 1889, mas foi vendido para a cidade em 1899. O Seattle Aquarium foi aberto na orla do centro desde 1977 (passando por uma renovação em 2006). O Seattle Underground Tour é uma exposição de lugares que existiam antes do Grande Incêndio.

### Cinema
Seattle já foi cenário para vários filmes, dentre os quais se destacam; Agent Cody Banks (2003), Another Stakeout (1993), Fifty Shades of Grey (2015), Life or Something Like It (2002), Saving Silverman (2001), Stakeout (1987), Sintonia de Amor (1993) entre outros. Seattle também é a cidade-natal de vários atores famosos, como; Erika Christensen, Dove Cameron, Emma Dumont, Steven Hill, Jeffrey Dean Morgan, Nick Robinson, Jean Smart e Maiara Walsh.

### Na cultura popular
Seattle foi o local visitado por Pedro Andrade no oitavo episódio da primeira temporada do programa de viagem Pedro Pelo Mundo do canal GNT, transmitido em 24 de abril de 2016.
É uma das cidades presentes no enredo do game The Last of Us Part II, lançado em 2020.

## Infraestrutura

### Sistemas de saúde
A Universidade de Washington é consistentemente classificada entre as principais instituições líderes em pesquisa médica do país, ganhando méritos especiais por programas em neurologia e neurocirurgia. Seattle assistiu ao desenvolvimento local de serviços paramédicos modernos com o estabelecimento do Medic One em 1970. Em 1974, uma história de 60 minutes sobre o sucesso do sistema paramédico Medic One, então com quatro anos de idade, chamou Seattle de "o melhor lugar do mundo". o mundo sofrer um ataque cardíaco".
Três dos maiores centros médicos de Seattle estão localizados na First Hill. O Harborview Medical Center, o hospital público do condado, é o único hospital de trauma nível I em uma região que inclui Washington, Alasca, Montana e Idaho. O Virginia Mason Medical Center e os dois maiores campi do Swedish Medical Center também estão localizados nesta parte de Seattle, incluindo o Virginia Mason Hospital. Essa concentração de hospitais resultou no apelido do bairro "Pill Hill".
Localizado no bairro de Laurelhurst, o Seattle Children's, antigo Hospital Infantil e Centro Médico Regional, é o centro de referência pediátrica para Washington, Alaska, Montana e Idaho. O Fred Hutchinson Cancer Research Center possui um campus no bairro de Eastlake. O Distrito Universitário abriga o Centro Médico da Universidade de Washington, que, juntamente com Harborview, é operado pela Universidade de Washington. Seattle também é atendido por um hospital de Assuntos de Veteranos em Beacon Hill, um terceiro campus da Suécia em Ballard, e pelo Northwest Hospital e Medical Center perto de Northgate Mall.

### Transporte

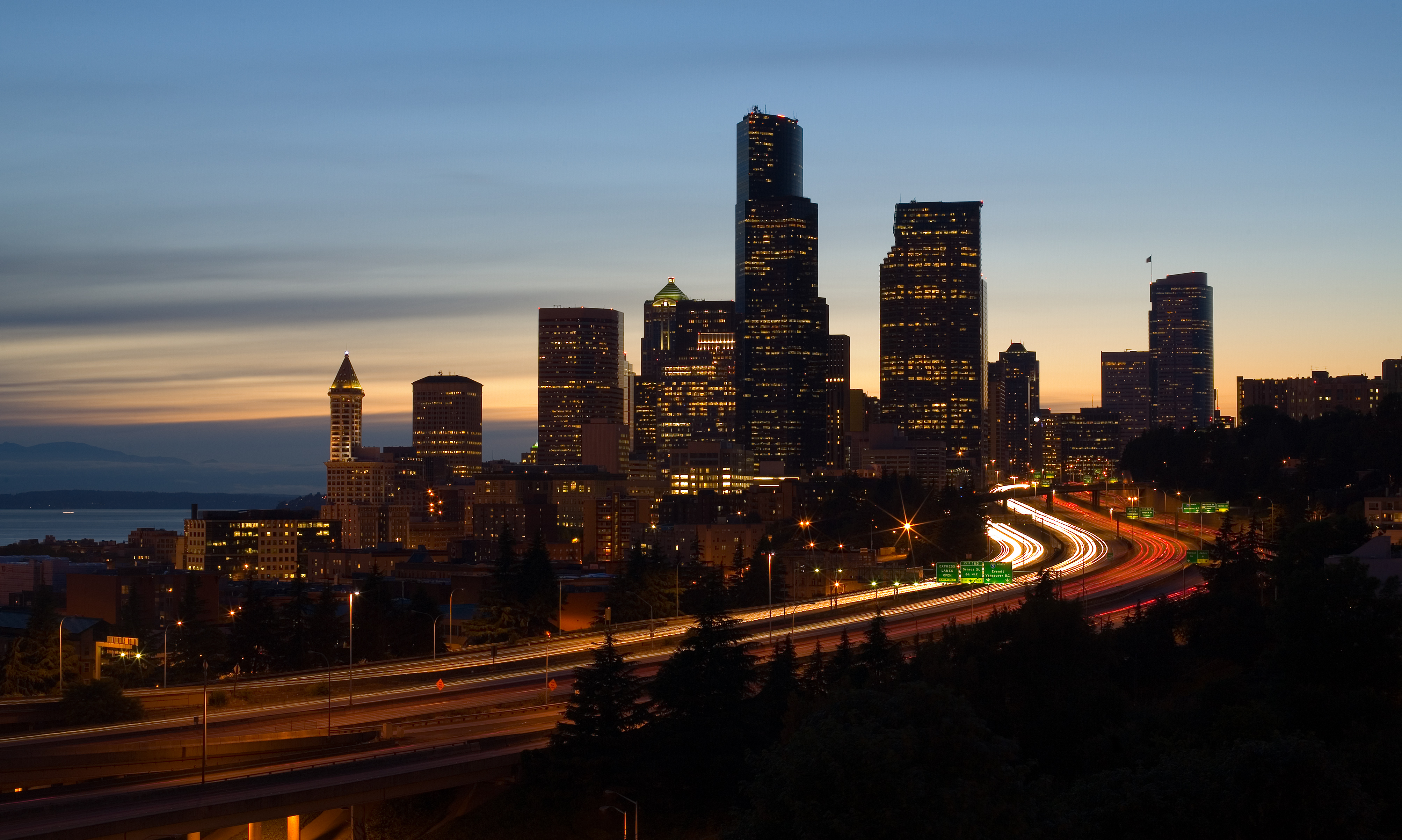
Interstate 5, que passa pelo centro de Seattle

Os primeiros bondes apareceram em 1889 e foram fundamentais na criação de um centro da cidade relativamente bem definido e de bairros fortes no final de suas linhas. O advento do automóvel soou o sinal da morte dos trens em Seattle. O serviço ferroviário de Tacoma-Seattle terminou em 1929 e o serviço Everett-Seattle terminou em 1939, substituído por automóveis rodando no sistema rodoviário recentemente desenvolvido. Os trilhos nas ruas da cidade foram pavimentados ou removidos, e a abertura do sistema de trólebus de Seattle trouxe o fim dos bondes de Seattle em 1941. Isso deixou uma extensa rede de ônibus particulares (mais tarde públicos) como o único transporte de massa dentro da cidade, em toda a região.
O King County Metro fornece serviço de ônibus com paradas frequentes na cidade e no condado circundante, bem como a linha de bonde South Lake Union e a linha de bonde First Hill. Seattle é uma das poucas cidades da América do Norte cuja frota de ônibus inclui tróleis elétricos. A Sound Transit fornece um serviço de ônibus expresso dentro da área metropolitana, duas linhas de trem da Sounder entre os subúrbios e o centro da cidade e a 1 Line da sua sistema ferroviária Link entre Northgate e Angle Lake. Ferries para o estado de Washington, que gerencia a maior rede de balsas dos Estados Unidos e a terceira maior do mundo, conecta Seattle às Ilhas Bainbridge e Vashon, em Puget Sound, e Bremerton e Southworth, na península de Kitsap.

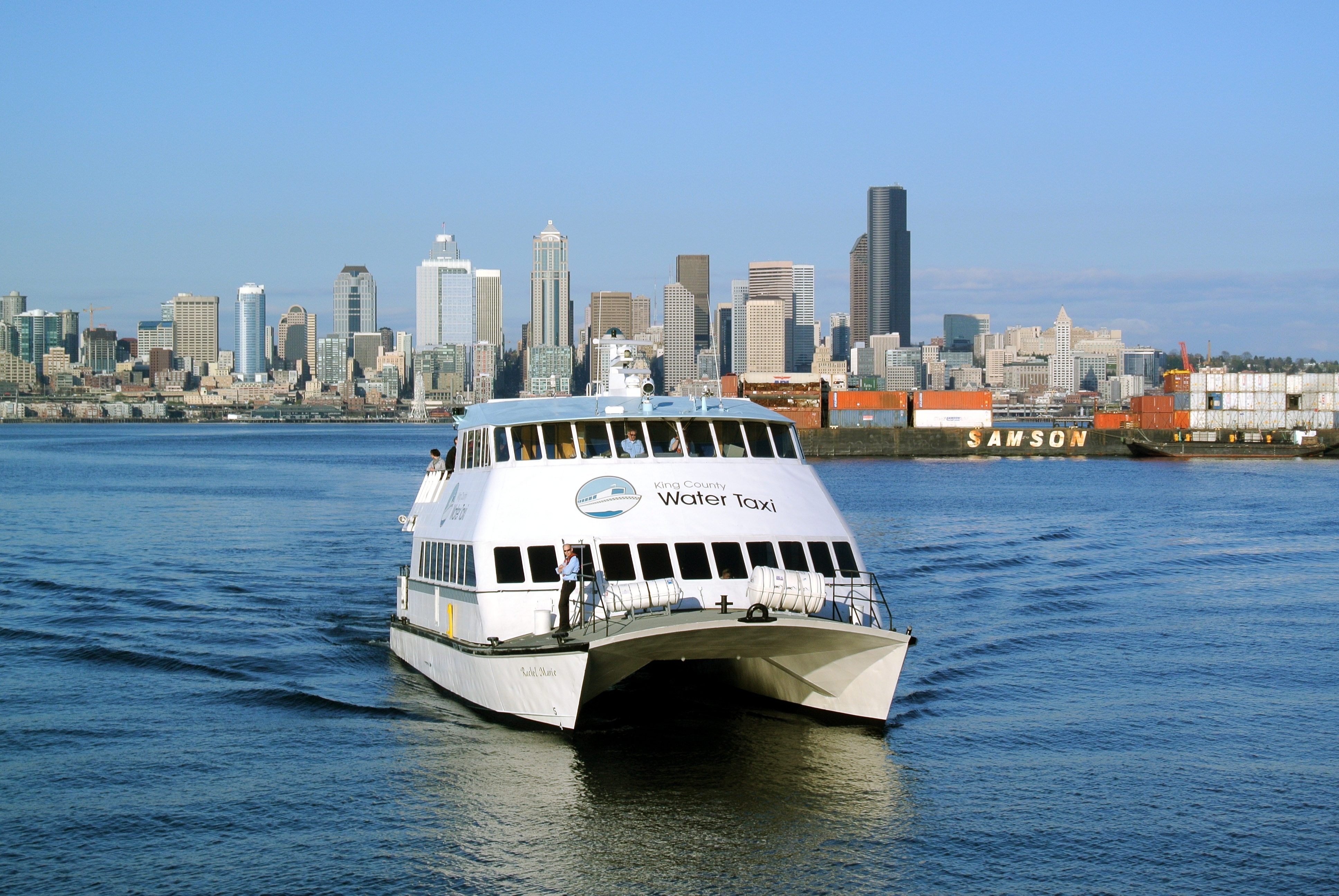
Uma balsa da King County Water Taxi e centro de Seattle

O Aeroporto Internacional de Seattle–Tacoma, conhecido localmente como Aeroporto Sea-Tac e localizado ao sul da cidade vizinha de SeaTac, é operado pelo Porto de Seattle e fornece serviço aéreo comercial para destinos em todo o mundo. Mais perto do centro da cidade, o Boeing Field é usado para aviação geral, voos de carga e teste/entrega de aviões da Boeing. Um aeroporto secundário de passageiros, Paine Field, foi inaugurado em 2019 e está localizado em Everett, 40 km ao norte de Seattle. É usado predominantemente pela Boeing, que possui uma grande fábrica de montagem nas proximidades.

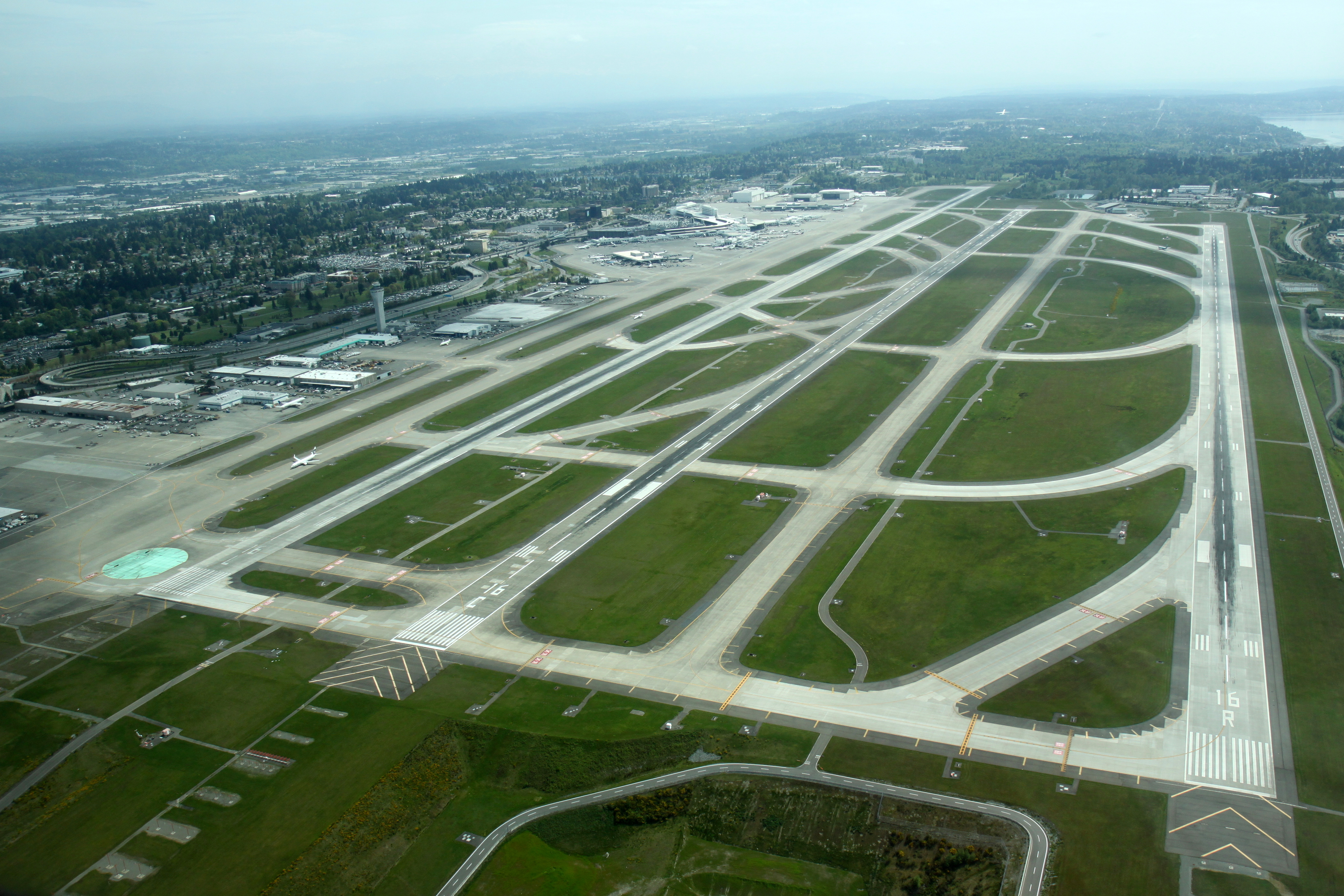
Aeroporto Internacional de Seattle-Tacoma

O principal meio de transporte, no entanto, depende das ruas de Seattle, dispostas em um padrão de grade de direções cardinais, exceto no distrito comercial central, onde os líderes da cidade, Arthur Denny e Carson Boren, insistiam em orientar seus planos em relação à costa, em vez de para o norte verdadeiro. Somente duas estradas, a Interstate 5 e a State Route 99 (ambas rodovias de acesso limitado), passam ininterruptamente pela cidade de norte a sul. A State Route 99 atravessa o centro de Seattle no Alasca Way Viaduct, que foi construído em 1953. No entanto, devido aos danos sofridos durante o terremoto de Nisqually em 2001, o viaduto será substituído por um túnel. O túnel de substituição do viaduto do Alaskan Way, de 3,2 km, estava originalmente programado para ser concluído em dezembro de 2015 a um custo de US $ 4,25 bilhões. Infelizmente, devido a problemas com a maior máquina de perfuração de túneis do mundo (TBM), que é apelidada de "Bertha" e tem 17 metros de diâmetro, a data prevista de conclusão foi adiada para o outono de 2018 (com pedágio definido como começa em 2019). Seattle tem o 8º pior congestionamento de tráfego de todas as cidades americanas e é o 10º entre todas as cidades norte-americanas.

### Serviços de utilidade pública
Água e energia elétrica são serviços municipais, fornecidos por Seattle Public Utilities e Seattle City Light, respectivamente. Outras empresas de serviços públicos que atendem a Seattle incluem a Puget Sound Energy (gás natural, eletricidade); Companhia de Vapor de Seattle (vapor); Waste Management, Inc e Recology CleanScapes. (reciclagem na calçada, compostagem e remoção de resíduos sólidos); CenturyLink, Frontier Communications, Wave Broadband e Comcast (telecomunicações e televisão).
Cerca de 90% da eletricidade de Seattle é produzida usando energia hidrelétrica. Menos de 2% da eletricidade é produzida usando combustíveis fósseis.

## Esportes

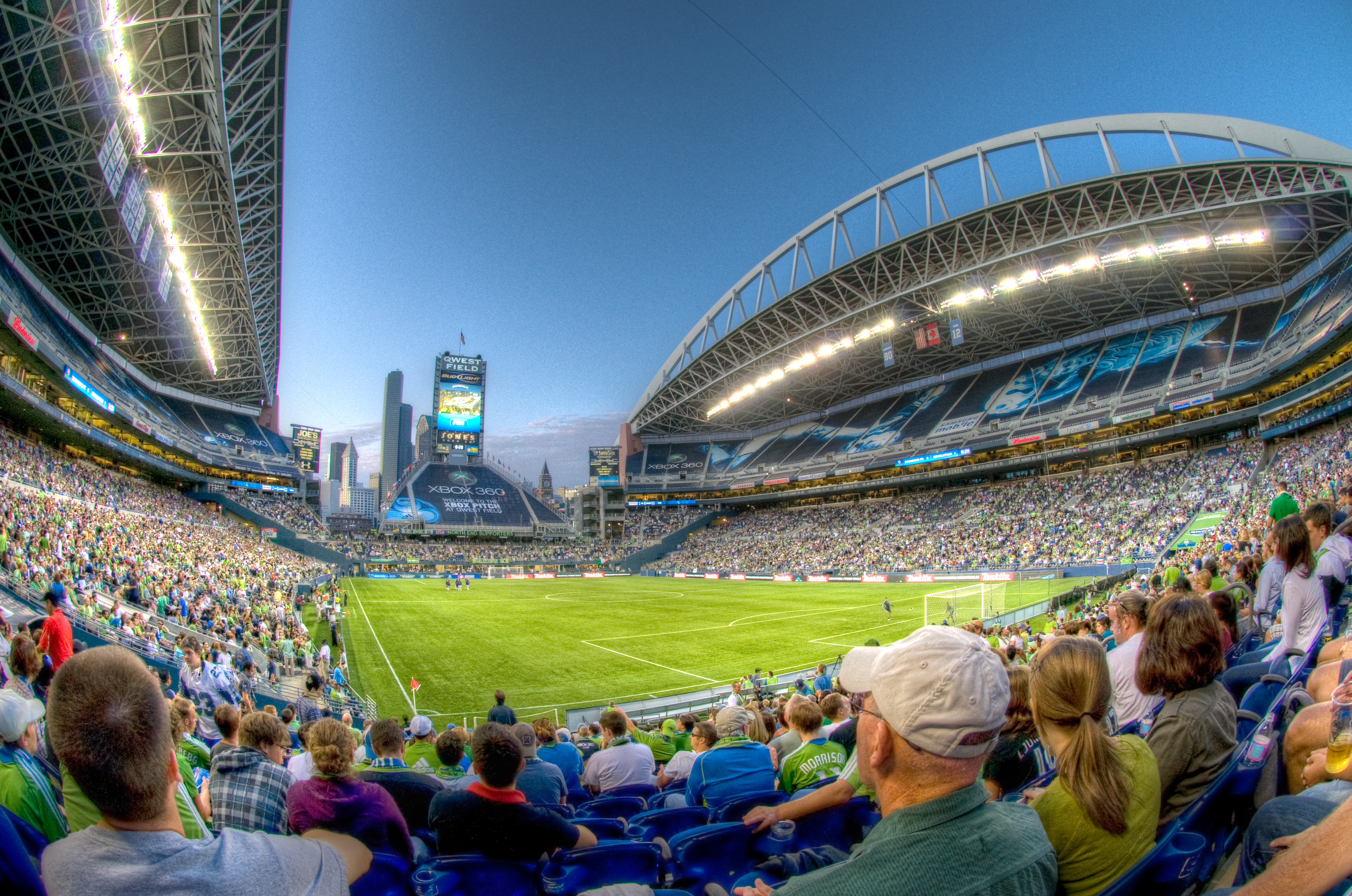
Lumen Field, casa do Seattle Seahawks e do Seattle Sounders

Seattle tem quatro equipes esportivas profissionais para homens: o Seattle Seahawks, da National Football League (NFL), o Seattle Mariners, da Major League Baseball (MLB), o Seattle Sounders FC, da Major League Soccer (MLS) e o Seattle Kraken, da National Hockey League (NHL). Outras equipes esportivas profissionais incluem a Seattle Storm da Women's National Basketball Association (WNBA), que venceu o campeonato da WNBA em três ocasiões em 2004, 2010 e 2018.
Seattle também tem uma equipe de rúgbi da Major League, os Seattle Seawolves, que jogam no Starfire Sports em Tukwila, um pequeno estádio que também é usado pelos Sounders para os jogos da Copa dos Estados Unidos. A equipe começou a jogar em 2018 e venceu o campeonato inaugural da liga. Eles defenderam com sucesso o título na temporada de 2019. Seattle também irá sediar uma nova franquia XFL que começará a jogar em 2020 no CenturyLink Field.

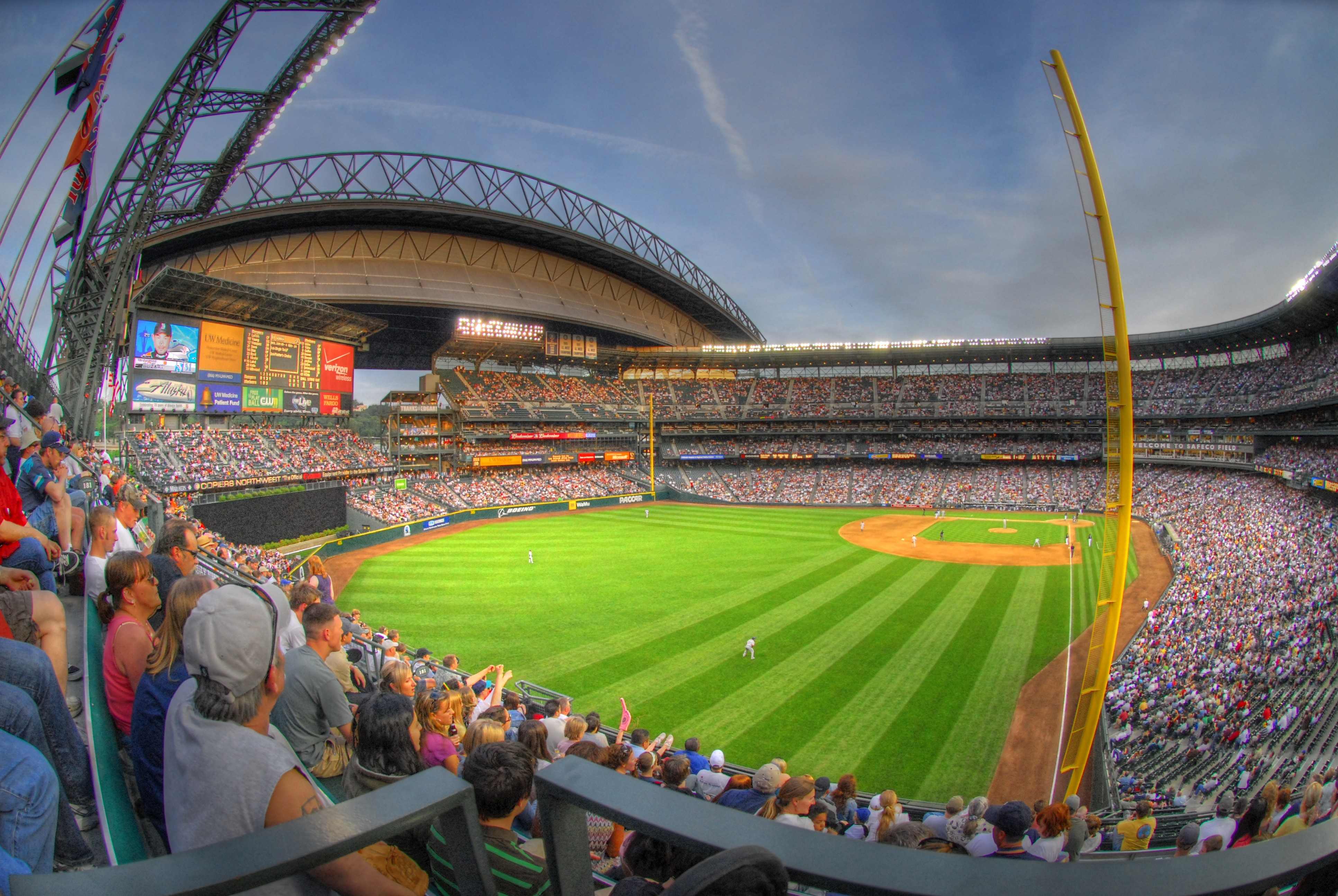
T-Mobile Park, casa dos Seattle Mariners

A história do esporte profissional de Seattle começou no início do século XX com o PCHA 's Seattle Metropolitans, que em 1917 se tornou o primeiro time de hóquei americano a ganhar o Stanley Cup. Seattle foi premiada com uma franquia da Major League Baseball, o Seattle Pilots, em 1969. O time jogou no Sick's Stadium em Mount Baker por uma temporada antes de se mudar para Milwaukee e se tornar o Milwaukee Brewers. A cidade, o condado e os governos estaduais processaram a liga e ofereceram uma segunda equipe de expansão, os Seattle Mariners, que começou a jogar no Kingdome em 1977. Os Mariners lutaram no estádio e se mudaram para um estádio de beisebol construído para esse fim, o T-Mobile Park (anteriormente Safeco Field), em 1999. Os Mariners nunca chegaram a um World Series e só apareceu nos playoffs da MLB quatro vezes, todos entre 1995 e 2001, apesar de ter jogadores do Hall of Fame e candidatos como Ken Griffey Jr., Randy Johnson, Ichiro e Alex Rodriguez. A equipe empatou o recorde de vitórias em todas as temporadas de todos os tempos em 2001, com 116 vitórias. Desde 2001, os Mariners não conseguiram se classificar para os playoffs - a mais longa seca ativa na pós-temporada nos esportes da América do Norte, às 17 temporadas.
De 1967 a 2008, Seattle também abrigou uma franquia da National Basketball Association (NBA): os Seattle SuperSonics, campeões da NBA em 1978-79. O SuperSonics se mudou para Oklahoma City e se tornou o Oklahoma City Thunder para a temporada de 2008-09.

## Marcos históricos
O Registro Nacional de Lugares Históricos lista 215 marcos históricos em Seattle. O primeiro marco foi designado em 13 de março de 1970 e o mais recente em 28 de janeiro de 2021, o Millionaire’s Row Historic District. Outro exemplo de marco da cidade é o Skinner Building que abriga o teatro 5th Avenue Theatree foi designado em 1978.

## Cidades-irmãs
Seattle conta com as seguintes cidades-irmãs:
- Bergen
- Cebu
- Chongqing
- Christchurch
- Daejeon
- Galway
- Gdynia
- Haiphong
- Kaohsiung
- Kobe
- Limbe
- Mazatlán
- Mombasa
- Nantes
- Pécs
- Perugia
- Reykjavík
- Sihanoukville
- Surabaya
- Tasquente [90]
- Vancouver